# Afrocrania
Afrocrania là một chi bọ cánh cứng trong họ Chrysomelidae.
Chi này được Hincks miêu tả khoa học năm 1949.

## Các loài
Các loài trong chi này gồm:
- Afrocrania assimilis Weise, 1903
- Afrocrania foveolata Karsch, 1882
- Afrocrania kaethae Middelhauve & Wagner, 2001
- Afrocrania kakamegaensis Middelhauve & Wagner, 2001
- Afrocrania latifrons Weise, 1892
- Afrocrania longicornis Middelhauve & Wagner, 2001
- Afrocrania luciae Middelhauve & Wagner, 2001
- Afrocrania ubatubae Middelhauve & Wagner, 2001